# Elisabel Delgado
Elisabel Delgado es una deportista argentina que compitió en atletismo adaptado, especialista en los 100 m planos y 200 m planos.
Fue parte del conjunto femenino de atletas argentinas que asistió a los Juegos Paralímpicos de Sídney 2000, donde recibió la presea de bronce en los 100 m planos dentro de la categoría T20.